# Batalla de Cable Street
La Batalla de Cable Street tuvo lugar el domingo 4 de octubre de 1936, en la zona de Londres llamada East End. Fue un choque entre la policía, que custodiaba una marcha legal del Partido Unión Británica de Fascistas -liderado por Oswald Mosley-, y por otro lado a diversos antifascistas incluyendo judíos locales, socialistas, anarquistas, irlandeses y militantes comunistas. Mosley marchaba con camisas negras y su idea era emular la Marcha sobre Roma de Mussolini. La mayoría, tanto de los manifestantes fascistas como de sus oponentes, viajaron hasta este lugar para participar del enfrentamiento. El fracaso de la marcha, gracias a la oposición antifascista, supuso el fin del fascismo en el Reino Unido.

## Desarrollo
Mosley planeaba enviar miles de manifestantes vestidos de negro a través de East End, que tenía una importante población judía. Las organizaciones judías denunciaron la actividad como antisemita, y llamaron a los judíos a mantenerse alejados.
Pese a la naturaleza antisemita de la BUF y la evidente posibilidad de un estallido violento, el gobierno se negó a prohibir la marcha, y una enorme escolta policial fue asignada para impedir a los antifascistas interrumpir la manifestación.
Los grupos antifascistas levantaron barricadas para intentar sabotear la marcha. La policía intentó limpiar el camino para que la marcha procediera, produciéndose así numerosos enfrentamientos entre los antifascistas y los agentes. Gracias a estos enfrentamientos, finalmente la marcha no fue realizada y los fascistas se dispersaron huyendo hacia Hyde Park.
Las barricadas se levantaron cerca de la esquina de Cable Street y Christian Street. En la década de 1980 un gran mural representando la batalla fue pintado en St. George's Hall, un salón público ubicado en Cable Street. Una placa roja conmemora los enfrentamientos.
El testigo directo Bill Fishman, que tenía 15 años al momento de la batalla, recuerda:

Me emocioné hasta las lágrimas al ver judíos barbudos y obreros irlandeses católicos juntos en pie para detener a Mosley, nunca olvidaré en mi vida cómo la clase obrera puede unirse para lograr enfrentar al fascismo.

La Batalla de Cable Street abrió el paso al Acta de Orden Público de 1936, que prohibió portar uniformes políticos en manifestaciones públicas, y es ampliamente considerada un factor relevante en la decadencia de la BUF previa a la Segunda Guerra Mundial.
- Datos: Q1678340
- Multimedia: Battle of Cable Street / Q1678340